# Furuno Electric
 (novembre 2013).
Si vous disposez d'ouvrages ou d'articles de référence ou si vous connaissez des sites web de qualité traitant du thème abordé ici, merci de compléter l'article en donnant les références utiles à sa vérifiabilité et en les liant à la section « Notes et références ».
Furuno Electric (古野電気株式会社, Furuno Denki Kabushiki-gaisha, communément appelée Furuno) est une société japonaise, fondée à Nagasaki au Japon en 1938, spécialisée dans le développement et la vente de matériel électronique pour la navigation marine. Ses principaux produits sont les systèmes radar, les sondeurs de poissons et les instruments de navigation. L'entreprise fabrique également des systèmes de positionnement mondial, des équipements médicaux et des systèmes de surveillance et d'analyse météorologiques. 
Cette société est repartie via plusieurs filiales dans le monde et est présente, entre autres, aux États-Unis, au Panama, en Europe et en Chine. 
Récemment, les modules récepteurs GNSS de la société ont été utilisés dans des quadricoptères volants radiocommandés. 

## Histoire

### Années 1930
- 1938 Furuno Electric Shokai a été fondée à Nagasaki au Japon

### Années 1940
- 1948 	 Commercialisation du premier sondeur de pêche pratique au monde. Furuno Electric Industries a commencé à fabriquer et à vendre des détecteurs de poisson.

### Années 1950
- 1951 	Création de Suisan Electric Industries.
- 1952 	Développer des équipements de communication radio pour la pêche.
- 1955 	Création de Furuno Electric en reprenant les opérations de Furuno Electric Industries(capitalisé à 8 millions de yens).
- 1958 	Développement d'un récepteur LORAN (navigation longue portée) à affichage numérique.
- 1959 	Développement d'un radar pour les navires.

### Années 1960
- 1961 	Développement du premièr filet-sonde au monde. Le capital est passé à 120 millions de yens.
- 1964 	Transfert du siège social de Nagasaki à l'usine Nishinomiya dans la préfecture de Hyogo.
- 1966 	Mise au point du télésondeur.
- 1967 	Mise au point d'un sonar, d'un récepteur de télécopie et d'un radiogoniomètre entièrement automatiques.
- 1968 	Développement du récepteur LORAN pour les avions.

### Années 1970
- 1971 	Développement du récepteur Omega.
- 1972 	Furuno reçoit le prix NMEA du meilleur produit pour l'exercice 1971. Développement du premier sonar doppler du Japon.
- 1973 	Développement d'un système de pilote automatique, d'un équipement de positionnement par satellite et d'un simple radio-téléphone.
- 1974 	Développement d'un système de radionavigation et d'un sonar à balayage circulaire.  Gyrocompas développé. Création de Furuno Norge en Norvège.
- 1976 	Développement d'un radar ultra-compact et d'un sonar à balayage demi-cercle.
- 1978 	Création de Furuno U.S.A aux États-Unis.
- 1979 	Achèvement de l'usine Miki. Création de Furuno Ltd. au Royaume-Uni.

### Années 1980
- 1980 	Développement du premier indicateur de courant au monde, un traceur vidéo et un télécopieur compact.
- 1981 	Développement d'un sondeur scientifique.
- 1982 	Furuno est inscrit dans la deuxième section de la Bourse d'Osaka.
- 1983 	Augmentation du capital à 6 200 millions de yens.
- 1984 	Furuno est transféré dans la première section de la Bourse d'Osaka. Développement d’un récepteur de télécopie et un système de cartographie du fond marin. Acquisition par Furuno du contrôle de Kyoritsu Radio et Kyoritsu Radio Service.
- 1985 	Développement d'un radar marin, d'un enregistreur couleur net, du sondeur de fond, ARPA.
- 1986 	Développement du premier radar d'oiseaux au monde. Développement du système de navigation GPS.
- 1987 	Mise au point d'un radar de surveillance des pêches et d'un système automatisé de pêche à la canne à la bonite . Développement de la première vidéo LORAN au monde. Création de Furuno Danmark au Danemark et de Furuno Sverige en Suède.
- 1989 	Achèvement du Furuno Int Center.

### Années 1990
- 1990 	Développement de l'équipement pour le système submersible de recherche Shinkai 6500. Augmentation du capital à 7 535 millions de yens. Lancement du Spirit of Furuno 21, un navire d'essai de type bateau de pêche. Création de Furuno France en France.
- 1991 	Mise au point d'un klaxon marin sans fil, d'un radar pour la pêche et d'un système de cartographie numérique.
- 1992 	Développement du GPS cinématique et du GPS pour les avions. Création de Furuno Espana en Espagne.
- 1993 	Commercialisation d'un DGPS téléterminal.
- 1994 	Développement d’un compteur de distance de golf et d’un écran de navigation intégré.
- 1995 	Développement d'un système de pont intégré, serveur de temps GPS.
- 1997 	Développement d'un nouveau système de surveillance à distance du terrain.
- 1998 	Développement d’un combo radar traceur-détecteur de poisson.

### Années 2000
- 2000 	Développement de la boussole satellite.
- 2001 	Développement de la série NavNet.
- 2002 	Développement d'un système d'identification automatique (AIS) et d'un enregistreur de données de voyage (VDR). Développement d'un analyseur de chimie clinique entièrement automatisé. Création de Furuno Navintra (aujourd'hui Furuno Finland) après l'acquisition de la société finlandaise Navintra. Début de la production en interne du magnétron à impulsions.
- 2003 	Développement d'un générateur de temps et de fréquences piloté par GPS. Début des ventes internes d'ETC. Furuno remporte un contrat de fourniture à long terme pour la série NavNet d'équipements de navigation compatibles réseau des Garde côtes américains. Création de Furuno Softech (Dalian) à Dalian en Chine.
- 2004 	Développement du système Tanken-Maru, un détecteur de poissons pour les bateaux de pêche récréative. Furuno termine le plus grand réservoir d'essai du monde à l'usine Miki. Début du développement conjoint de synthétiseurs de puces à ADN avec la société américaine CombiMatrix Corporation. Création de Furuno Polska en Pologne. Ouverture du centre de distribution européen Furuno (FEDC) aux Pays-Bas. Lancement du Pegasus, un navire d'essai pour le marché de la plaisance.
- 2005 	Développement du premier sondeur de projecteur à double fréquence au monde. Ouverture de l'usine de Furuno Dong Guan en Chine. Création de Furuno Deutschland en Allemagne. Création de Furuno Eurus LLC en Russie. Création du centre de formation Furuno INS (INSTC) à Copenhague, au Danemark, pour former les membres d'équipage des navires commerciaux à l'utilisation du système de navigation intégré.
- 2006 	Développement de la série de radar LCD multicolore 12,1 pouces FR-8002. Développement du FCV-620, un sondeur avec écran LCD de 5,6 pouces pour le marché des bateaux de plaisance. Acquisition d'une participation de 49% dans la société française Signet S.A. et d'obligations convertibles. Création de Furuno Europe en tant que filiale locale à Rotterdam, aux Pays-Bas. Développement du S-VDR (Simplified Voyage Data Recorder) VR-3000S. Développement d'un récepteur GPS ultra sensible pour le marché des appareils de communication mobile.
- 2007 	Développement du récepteur FA-30 AIS (Automatic Identification System) pour les bateaux de pêche et les bateaux de plaisance. Création de Furuno Shanghai en Chine.
- 2009 	Acquisition d'eRide Inc., basée à San Francisco, une société de semi-conducteurs sans usine fabriquant des chipsets GPS.

## Galerie
|                            |
| L’usine Furuno à Miki city |

|                                           |
| Panneaux de contrôle Furuno sur un navire |

|                                                             |
| Un radar marin Furuno sur un navire (visible sur la gauche) |

|                                                |
| Un ancien modèle de sonar fabriqué par Furuno. |

|                                                         |
| Maintenance d'un radar de navigation commerciale Furuno |